# Turkan Khatun
Turkan Khatun ("Turkarnas drottning"), död 1094, var regent i Seldjukernas rike mellan 1092 och 1094. 
Hon var gift med seldjukernas sultan Malik-Shah I och mor till sultan Mahmud I. Efter sin makes död 1092 lyckades hon få kalifens godkännande för sin omyndiga sons trontillträde. Hon tvingades avstå från att öppet ta sig titeln regent, men hennes ställning som de facto förmyndarregent var öppet erkänd och hon kontrollerade statens politiska och militära angelägenheter och kommenderade arméer ut i strid under de tronstrider som utbröt.  Hon och hennes sons regering störtades från makten.  